# Neues Rathaus (Legnica)

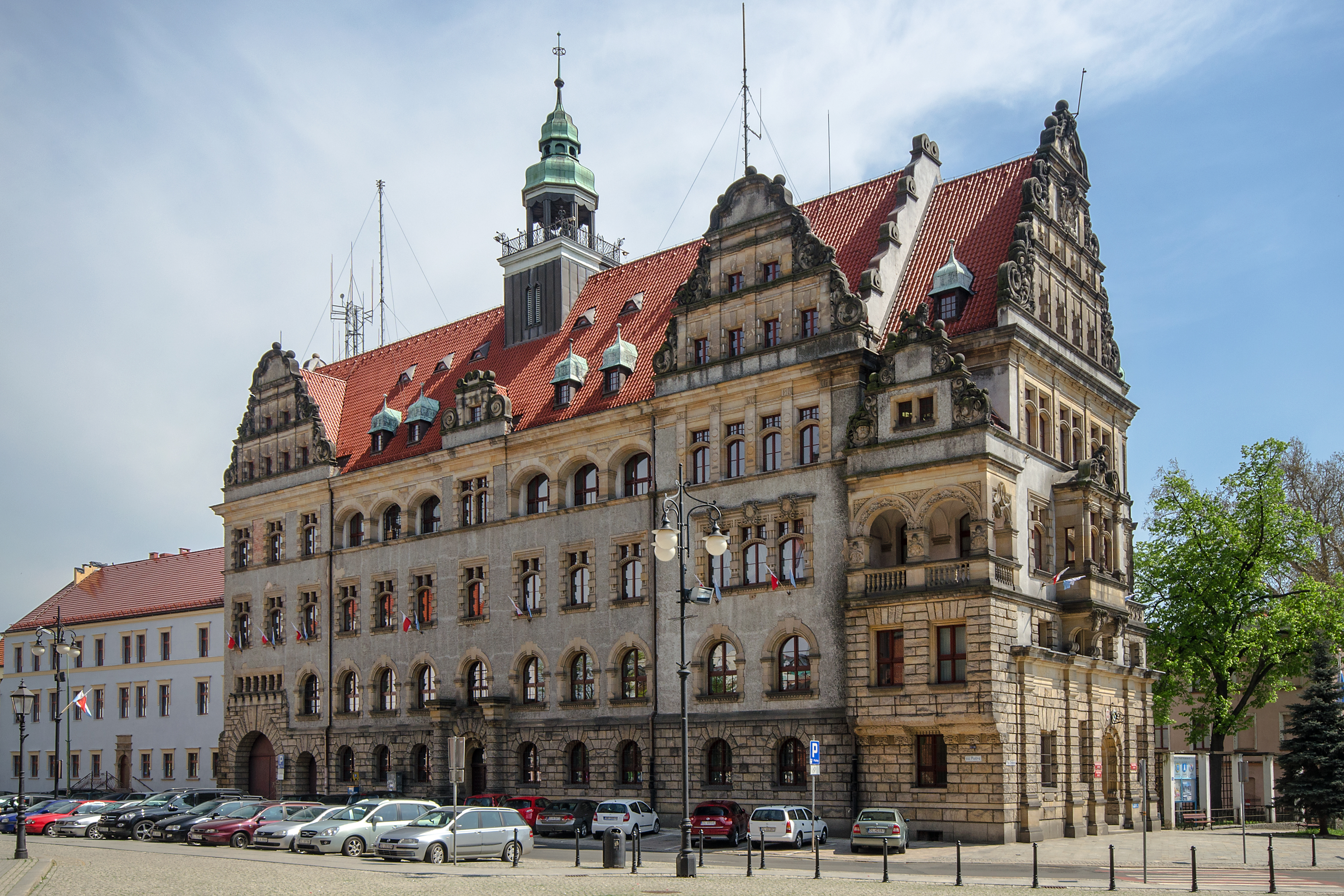
Nordfassade des Neuen Rathauses

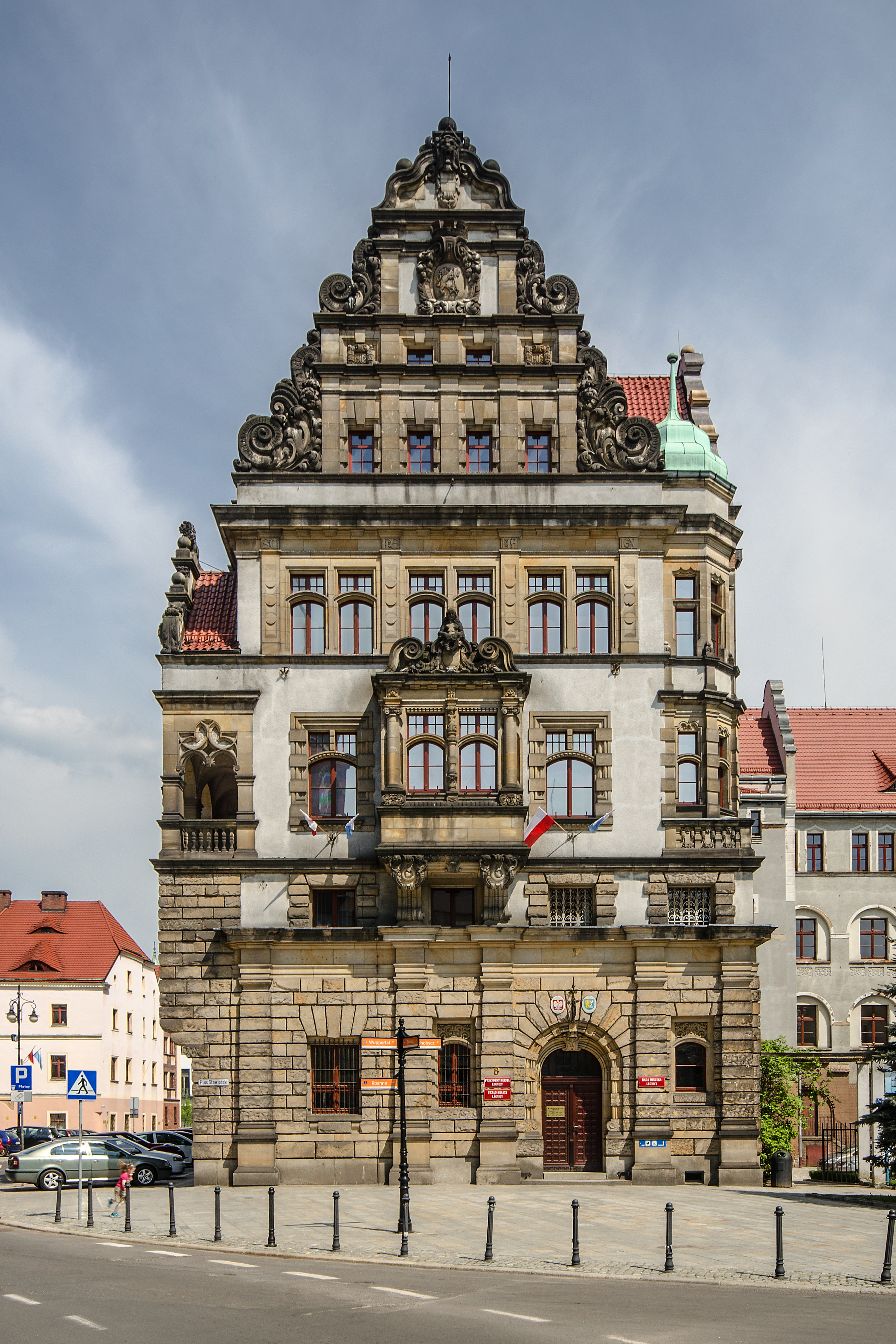
Westgiebel

Das Neue Rathaus (polnisch Nowy Ratusz) ist ein Bauwerk im Stil der Neorenaissance in der niederschlesischen Stadt Legnica (deutsch Liegnitz). Es befindet sich am heutigen Plac Słowiański (ehemals Friedrichsplatz).

## Geschichte
Durch die Expansion der Stadt Liegnitz Ende des 19. Jahrhunderts wurde ein neues, größeres Rathaus benötigt, da das alte Rathaus den modernen Ansprüchen einer Stadtverwaltung nicht mehr erfüllen konnte.
Nach einem Entwurf des Architekten Paul Öhlmann entstand zwischen 1902 und 1905 südlich der Peter-und-Paul-Kirche am Friedrichsplatz ein Neorenaissancebau für die Stadtverwaltung. Vorgesehen war ein Bau mit vier Flügeln, zwei Innenhöfen und einem monumentalen Turm. Aufgrund finanzieller Engpässe konnte nur ein Teil des Projekts umgesetzt werden. 
Nachdem Schlesien ein Teil Polens geworden war, wurde ab 1947 im Rathaus eine polnische Stadtverwaltung eingerichtet. Seit April 1981 steht das Gebäude unter Denkmalschutz.